# كاثي لوند
كاثي لوند (بالإنجليزية: Cathy Lund) هي مجدفة كندية، ولدت في 23 مارس 1959 في لندن في كندا.

## وصلات خارجية
- كاثي لوند على موقع الاتحاد الدولي للتجديف (الإنجليزية)
- كاثي لوند على موقع اللجنة الأولمبية الدولية (الإنجليزية)
- كاثي لوند على موقع أوليمبيديا (الإنجليزية)
- كاثي لوند على موقع اللجنة الأولمبية الكندية (الإنجليزية)